# M-2 (Kosovo)
De M-2 of Magjistrale 2 is een hoofdweg in Kosovo. De weg loopt van de grens met Servië via Mitrovicë, Pristina, Ferizaj en Kaçanik naar de grens met Noord-Macedonië. In Servië loopt de weg verder als M2 naar Novi Pazar en Podgorica. In Noord-Macedonië loopt de weg als A4 verder naar Skopje. De M-2 is 135 kilometer lang.
De gehele M-2 is onderdeel van de E65, de Europese weg van Malmö in Zweden naar Chania in Griekenland. Daarnaast is de weg tussen Servië en Pristina ook onderdeel van de E80 tussen  Lissabon in Portugal en Gürbulak in Turkije.

## Geschiedenis
In de tijd dat Kosovo bij Joegoslavië hoorde, was de M-2 onderdeel van de Joegoslavische hoofdweg M2. Deze weg liep van Italië via de Adriatische kust, Podgorica, Pristina en Skopje naar Bulgarije. Na het uiteenvallen van Joegoslavië en de de facto onafhankelijkheid van Kosovo behield de weg haar nummer in Kosovo.